# Beatrix Klein
Beatrix Klein (* 19. Januar 1953) ist eine ehemalige ungarische Tennisspielerin. 1976 war sie die Nummer 1 in Ungarn. In der Weltrangliste erreichte sie Platz 106.
Sie gewann mit Eva Szabó das Frauendoppel bei den Head Cup Austrian Championships 1974 in Kitzbühel, Österreich. Zwischen 1974 und 1981 nahm sie mehrfach im Einzel, Doppel und Mixed an den French Open, den Wimbledon Championships und den US Open teil.